# An Nahar
  An Nahar   es el primer diario en lengua árabe del Líbano. La tirada es de más de 55 000 ejemplares.
An Nahar (en francés "Le Jour", es decir "El Día"), fue fundado el 4 de agosto de 1933 a Beirut, y ahora es considerado el diario de referencia del Líbano. Centro-derecha, liberal y pluralista, es leído por tanto la intelectualidad libanesa, como por estudiantes y líderes empresariales. También es de difusión en el extranjero.
El sitio web, a pesar de una interfaz media, es muy amplio y abarca los actuales niveles internacional, regional y local. Hay que tener en cuenta que entre los muchos derivados: "Al Mulhaq", el suplemento cultural, es probablemente el mejor entre los diarios árabes.
Era presidente del Consejo de Administración y Jefe de Redacción, el activista de la  Revolución de los Cedros : Gibran Tueni asesinado el 12 de diciembre de 2005.
Director Ejecutivo: Edmond Saab

## Nota
- Datos: Q285097